# La Ferté-Imbault
La Ferté-Imbault település Franciaországban, Loir-et-Cher megyében. Lakosainak száma 951 fő (2022. január 1.). La Ferté-Imbault Saint-Viâtre, Châtres-sur-Cher, Marcilly-en-Gault, Salbris, Selles-Saint-Denis és Theillay községekkel határos.

## Népesség
A település népességének változása:
| Lakosok száma | 1088 | 1104 | 1047 | 981  | 985  | 978  | 975  | 969  | 962  | 951  |
|               | 1968 | 1982 | 1990 | 2006 | 2013 | 2015 | 2017 | 2019 | 2020 | 2022 |